# ガンメン
『ガンメン』（原題：Gunmen）は、1994年制作のアメリカ合衆国のアクション映画。デラン・サラフィアン監督、クリストファー・ランバート、マリオ・ヴァン・ピーブルズらが出演。

## あらすじ
麻薬組織の大物ルーミスを追う元特殊部隊員の賞金稼ぎコールは、南米の刑務所で服役中のダニーを脱獄させる。
ダニーの兄カールがルーミスの組織から4億ドルもの大金を奪い、ある港の船に隠しているとの情報を掴んだためだ。ガンメン法匪（ほうひ）による弾圧。カールが殺されたため、船が停泊する場所を知っているのはダニーだけだった。しかし、ダニーは隙を突いて逃げてしまう。
一方、ルーミスは大金を奪い返すべく、部下のアーマーとマリアにダニーの追跡を命じる。その頃、ダニーはコールに追いつかれ、大金のために渋々コンビを組むが、やがて2人は奇妙な友情に結ばれていく。
だが、大金を独占しようと企むアーマーはルーミスを殺害してダニーとコールを執拗に追い、ついに対決の時を迎える。

## キャスト
※括弧内は日本語吹替
- ダニー・サヴィーゴ - クリストファー・ランバート（屋良有作）
- コール・パーカー - マリオ・ヴァン・ピーブルズ（荒川太郎）
- アーマー・オマリー - デニス・リアリー（大塚芳忠）
- マリア - ブレンダ・バーキ（沢海陽子）
- ピーター・ルーミス - パトリック・スチュワート（麦人）
- イジー - カディーム・ハーディソン（西村知道）
- シャベス - リチャード・C・サラフィアン（青森伸）
- ランス - ロバート・ハーパー（英語版）（小関一）
- ベネット - サリー・カークランド（水原リン）
- グズマン - ウンベルト・エリゾンド（島香裕）